# Коледа в Италия
Коледният период в Италия започва на 8 декември с празника на Непорочното зачатие – денят, в който традиционно се украсява коледната елха, и завършва на 6 януари следващата година с Богоявление (на италиански: Epifania).
Думата „Коледа“ (на итал. Natale) произлиза от латинското прилагателно natalis със значението „рождественски“ (на итал. natalizio) в смисъла на „нещо, свързано с раждането“, което от своя страна произлиза от natus (от лат. „роден“) – минало причастие на глагола nascor (от лат. „раждам се“). Италианците се поздравяват с Buon Natale (Буòн Натале, букв. „Добра Коледа“) и Felice Natale (Фелѝче Натале, „Щастлива Коледа“).

## Религиозни чествания
От 16 декември до Бъдни вечер в църквите се рецитира 9-дневната коледна молитва, т. нар. novena di Natale. На 24 декември, Бъдни вечер, се отслужва литургията на коледната нощ. В нощта на 31 декември, навечерието на Свети Силвестър, обикновено се пее Te Deum на вечерната литургия на честването на Богородица в знак на удовлетворение от изминалата година.

## Народни традиции

### Ясли на Исус
Сцената на Рождество Христово или Презèпе (presepe) е представяне на раждането на Исус Христос, което произлиза от късноантичните и средновековните традиции. Обичаят, първоначално италиански, за поставяне на рождественските ясли у дома по време на Коледа е широко разпространен днес във всички католически страни по света.
Източниците за изобразяването на сцената на Рождество Христово са 180-те реда от Евангелието на Матей и от Евангелието на Лука, т. нар. „Детство“, които съобщават за раждането на Исус по времето на цар Ирод Велики във Витлеем Юдейски – малко селище, но оттогава благородно, защото е родното място на цар Давид. Много елементи от сцената на Рождество Христово обаче произлизат от апокрифните евангелия и от други традиции като Протоевангелието на Яков и последвалите легенди.

Традиционното презепе е сложна пластична композиция на Рождество Христово, поставена през коледния период. Има статуи, изработени от различни материали и подредени в реалистично реконструирана среда. Появяват се всички герои и места от традицията: пещерата или колибата, яслите, където е поставен Младенецът, двамата му родители Йосиф и Мария, влъхвите, овчарите, овцете, волът и магарето, и ангелите. Фигурката на Младенеца се поставя в яслите в полунощ между 24 и 25 декември, докато фигурите на тримата влъхви се приближават, за да се поклонят на Исус в деня на Богоявление. Фонът може да изобразява звездното небе или пейзаж. Понякога различните местни традиции предвиждат допълнителни герои.
По традиция рождественското презепе се оставят до деня на Богоявление, т.е. до 6 януари, когато статуите на влъхвите се поставят пред Светото семейство, или дори до деня на Сретение Господне, т.е. до 2 февруари, както е в Италия и в други страни.
Има и друг начин за построяване на презепе: това е живото презепе с реални хора. Със средновековен произход, то има забележимо разпространение в Италия през последните десетилетия. Това, което се смята за първото презепе в историята, е създаденото от свети Франциск от Асизи в Гречо през 1223 г.

#### Регионални видове презепе
Представяне на Рождество има в Неапол още през 1025 г. Впоследствие в Италия се разпространяват регионалните традиции на представяне на яслите като тези в Болоня, Генуа и Неапол. 
Неаполитанското презепе традиционно се развива в Неапол през 18 век. Неаполитанското изкуство на презепето остава непроменено от векове, превръщайки се в част от най-консолидираните и следвани коледни традиции на града. Известна е Улицата на презепите (Via dei presepi), т.е. ул. „Сан Грегорио Армено“, която предлага витрина на всички местни занаяти, свързани със сцената на презепе. Освен това има множество градски и извънградски музеи (като Музеят „Сан Мартино“ или Кралският дворец в Казерта), в които са изложени исторически произведения или цели сцени, развиващи се по време на раждането на Исус.
Болонското презепе се различава от другите италианските видове презепе, например неаполитанското, защото героите са изваяни или моделирани изцяло, включително дрехите. Следователно не става въпрос за облечени статуи, нито за фигурки с лица и ръце от дърво или керамични и платнени дрехи.
Генуезкото презепе е това, което заедно с неаполитанското и болонското се радва на най-голям престиж, хвалейки се с древни и консолидирани традиции, дотолкова, че дават началото през 18 век на истинска школа. На тази школа, както и на древните корени на територията на многобройни занаятчийски работилници, в които са направени първите фигурки за свещено изображение, се приписва значителна стойност, преди всичко за детайлността и качеството на използваните материали (от дърво до керамика, но също така и от хартията, използвана за създаване на изтънчени рисувани форми), с които, особено в миналото, са завършвани статуетките (дрехи, детайли на лицата и т.н.), предназначени да оживеят под строг небесен свод до най-малкия детайл.

### Коледен бъдник
Традицията на коледния бъдник (на итал. Ceppo di Natale, Чепо ди Натале), някога широко разпространена, е засвидетелствана в Италия още от 11 век. Подробно описание на тази традиция е дадено в книга, отпечатана в Милано през 14 век.
Коледният бъдник се появява с различни имена в зависимост от региона: в Тоскана е известен като „ciocco“ (чоко), докато в Ломбардия е известен като „zocco“ (цоко). В Ломбардия главата на семейството е посипвал бъдника с хвойна и е поставял монети върху него, докато е четял молитва в името на Светата Троица. По-късно се e пиело на воля, а после той е изсипвал останалото вино върху бъдника. Също е било обичайно, по време на церемонията на бъдника, да се разрежат три панетони (козунака) и да се запази парче от тях за тавматургична цел (т.е. с цел извършване на чудеса) през цялата следваща година. В Тоскана, по-специално във Вал ди Киана (долина в провинциите Арецо и Сиена) навремето е било обичайно по време на „церемонията на бъдника“ да се изрича следната молитва: „Нека бъдникът се радва: утре е денят на хляба...“. По-късно децата със завързани очи (впоследствие награждавани с бонбони и други подаръци) е трябвало да ударят бъдника с щипци, докато останалата част от семейството е пеело песен, наречена „Аве Мария на бъдника“ Традицията на Коледния бъдник навремето е била дълбоко вкоренена в Италия и за това говори фактът, че Коледата в Тоскана тогава е наричана „Празник на бъдника“.

### Коледно дърво
Традицията на коледното дърво е от германски произход и е широко възприета в Италия през 20 век. Изглежда, че първото такова в Италия е издигнато в двореца Квиринал в Рим по заповед на кралица Маргарита към края на 19 век.
По време на фашизма на този обичай не се гледа с добро око, понеже се счита за имитация на чужда традиция, и се предпочита традиционното италианското презепе.
През 1991 г. коледното дърво в Губио, високо 650 метра и украсено с над 700 светлини, влиза в Книгата на рекордите на Гинес като най-високото коледно дърво в света.

### Гайдари
Характерна италианска традиция е тази на гайдарите (на итал. zampognari, дзампоняри) – мъже, облечени като овчари и носещи гайда, които слизат от планината, свирейки коледна музика. Тази традиция, датираща от 19 век, е особено разпространена в Южна Италия. Описание на гайдарите на Абруцо е дадено от Ектор Берлиоз през 1832 г.

### Носители на подаръци
Традиционни носители на подаръци през коледния период в Италия са Света Лукия (13 декември), Младенецът, Бабо Натале (Татко Коледа) и на Богоявление (6 януари) – Бефана.
Света Лукия е традиционна носителка на подаръци в нощта между 12 и 13 декември в някои райони на Италия като Верона, Лоди, Кремона, Павия, Бреша, Бергамо и Пиаченца. Според италианската традиция тя се появява на магаренце и децата трябва да оставят чаша чай за светицата и чиния брашно за животното.
Традиционна фигура на италианския коледен фолклор е Бефàна, изобразявана като стара вещица на метла, която носи подаръци на 6 януари – денят на Богоявление. Според традицията тя носи сладкиши в чорап за добрите деца и въгленче за лошите. Бефана, чието име е изкривяване на думата „Богоявление“ (на итал. Epifania, Епифанѝя), е фигура, която може да бъде свързана с фигури в други култури като германската фрау Перхта и руската Бабушка. На нея е посветена известна детска рима:
La Befana vien di Notte/ Бефана идва през нощта	

con le scarpe tutte rotte/ с целите си обувки скъсани,	

il cappello alla romana	/ шапката по римски,

viva viva la Befana / да живее, да живее Бефана!
През 1938 г. по време на фашизма в периода на коледните празници е въведена т. нар. „Фашистка Бефàна“ – благотворен празник в полза на децата на по-бедните класи, провеждан на 6 януари (Богоявление).

## Кулинарни традиции
Според традицията вечерята на Бъдни вечер не трябва да съдържа месо. Популярно ястие, особено на юг, е змиорката, докато в някои райони е широко разпространена традицията на „седемте рибни ястия“ – традиция, пренесена и в САЩ от италиански имигранти.

### Сладкиши

#### Панетоне
Типичен италиански коледен сладкиш е Панетòне (на итал. panettone) – козунак със стафиди и захаросани плодове, произхождащ от северноиталианския град Милано, но широко разпространен в цялата страна.
Произходът му вероятно датира от 12 век. Първоначално е бил хляб с мая, мед, стафиди и тиква. През 17 век има формата на груба фокача, направена от пшенично брашно и гроздови зърна. През 19 век е вид хляб от пшенично брашно с яйца, захар, стафиди (стафидите са предвестник на богатство и пари).
Съществуват две основни легенди, свързани с панетоне:
1. В края на 15 век месер Угето, син на кондотиера Джакомето Ателани, се влюбва в красивата и млада Адалгиза – дъщеря на хлебар. За да бъде по-близо до любимата си, той се прави на сладкар и кара баща ѝ – известният Тони да го наеме. За да увеличи продажбите, се пробва да създаде обогатен хляб, като добавя към брашното и маята масло, яйца, захар, кедрови ядки и захаросани портокали. Това става в епохата на управлението на херцог Лудовико Сфорца „Мавъра“. Съпругата му херцогиня Беатриче д’Есте, след като вижда голямата страст на младежа, подпомогната от Доминиканците и от Леонардо да Винчи, поема ангажимента да убеди баща му да даде позволение той да се ожени за обикновената Адалгиза. Сладките плодове на тази любов стават безпрецедентен успех и хората идват отвсякъде, за да си купят и вкусят Pan del Ton („хлябът на Тони“).
2. За Бъдни вечер в двора на херцог Лудовико „Мавъра“ трябва да се приготви специален десерт. За съжаление, докато този куполообразен хляб, съдържащ гроздови семки, се пече, изгаря, което хвърля готвача в отчаяние. Съдомияч на име Тони го съветва да сервира сладкиша, представяйки го като специалитет с коричка. Когато необичайната рецепта е представена на гостите, тя е приветствана с бурни аплодисменти и след дегустация цялата трапеза го хвали, и така се ражда Pan del Toni.

Един от „архитектите“ на съвременното панетоне е Паоло Бифи, който прави огромен козунак за папа Пий IX и му го праща със специална карета през 1847 г.
Панетонето е любим на много исторически личности: писателя Алесандро Манцони, композитора Джузепе Верди, австрийския принц Клеменс фон Метерних.
Раждането и развитието на сегашната форма и опаковка на панетоне могат да бъдат датирани към първата половина на 20 век, когато Анджело Мота предлага куполообразната опаковка, както и „чашката“ от хартия за печене.

#### Пандоро
Друг типичен италиански коледен сладкиш, разпространен из цялата страна, е Пандòро (Pandoro) – козунак без стафиди и захаросани плодове. Произхожда от Верона и е създаден през 1884 г. от сладкаря Доменико Мелегати – основател на едноименната компания. Името му произлиза от pan de oro („златен хляб“ на венециански диалект) в памет на сладкиш с конична форма, която по времето на Венецианската република е покрит с листа от чисто злато.
Тестото е меко и златисто на цвят поради наличието на яйца и мирише на ванилия. Формата е пресечена, със звезден релеф, обикновено с осем върха. Основните съставки включват брашно, захар, яйца, масло, какаово масло и мая. Техниката на подготовка обаче е сложна, тъй като включва много етапи на обработка.

#### Тороне
Торòне (на итал. torrone, т.е. турон) произхожда от Северна Италия, но е широко разпространен в цяла Италия. Според традицията идва от сладкиш, сервиран в Кремона на 25 октомври 1441 г. по случай сватбата между Франческо I Сфорца и Бианка Мария Висконти.

#### Мандорлато
Мандорлàто (на итал. mandorlato, бадемов сладкиш) идва от Северна Италия, предимно от градчето Колоня Венета. Произходът му вероятно датира от търговските отношения на Венецианската република с Ориента.

#### Струфоли
Струфоли (на итал. struffoli) идват от Южна Италия, но са широко разпространени в цялата страна. Познати още през 17 век, името им може би произлиза от гръцкото strongoulos, което означава „кръгъл“.
Този сладкиш се състои от множество топки тесто (направено от брашно, яйца, свинска мас, захар, щипка сол и ликьор от анасон) с диаметър не повече от 1 см, изпържени в масло или свинска мас и след охлаждане потопени в горещ мед. Те се поставя в чиния за сервиране, като обикновено им се придава кръгла форма, а накрая композицията се украсява с парченца кедър и други захаросани плодове, парченца захар и цветни пръчици.

## Народни традиции и гастрономия регион по регион

### Абруцо
В град Ланчано в Абруцо коледните празници започват на 23 декември с биенето на камбана, наречена La Squilla. Тази традиция, която е последвана от шествие на вярващи със свещи, се вдъхновява от 3-километрово ежегодно ходене, което в периода 1588 – 1607 г. е правел епископ Тасо бос от палата си до църквата „Иконичела“.
В село Туфило в навечерието на Коледа се изгаря „фаркия“ – ствол, който може да достигне дължина 20 метра.
В Санто Стефано (подселището на община Санте Марие) в Провинция Акуила се прави шествие с факли, наричано от местните ntosse, а в планината над селото се пали колиба, направена от снопове. Възрастните обикновено са правели предсказания за новогодишната реколта според посоката на дима: към кестеновите горички или към лозята.
В Абруцо традицията на презепето е засвидетелствана поне от 1567 г., когато в инвентара на замъка в Челано се споменава презепето на сем. Пиколомини.

### Базиликата
В Базиликата коледните празници започват на 8 декември с коледни базари в столицата на региона Потенца. Също така е известно живото презепе в Саси-те в прекрасния град Матера, които са обект на световното наследство на ЮНЕСКО. Народна песен, характерна за Коледа в Матера е U Cont du Natèl.

### Калабрия
В Калабрия тържествата официално започват в деня на Свети Андрей, в който бабите са рецитирали на внуците си следната детска рима на диалект:
Santu 'Ntria ha portat"a nova: / Св. Антрия донесе новината:

alli sia è de Nicola,/ 6-и е на Никола,

all'ùottu è de Maria,/ 8-и е на Мария,

alli trìdici è de Lucia,/ 13-ти е на Лукия

alli vintunu San Tumàsu canta:/ на 21-ви св. Тома пее

'U vinticincu è la Nascita Santa!/ На 25-ти е Светото Рождество!
След това се е чувал звукът на свирките, съобщаващи за настъпването на коледния период, както се казва в поговорката: Quannu sient i fisc-chietti sonari: Terullèru!.. – È venutu Natali. (на диал. Когато се чуят да свирят свирките: Terullèru!.. Коледата дойде!).
Сред традиционните коледни ястия са:
- la cicerata (cicirata, cicirchiata): голяма топка, направена чрез слепване на много топки пържено тесто със сироп. Тези топки, подобни на нахута, се правят от смес от брашно, яйца, препечени бадеми на прах. Сиропът се прави от мед, разтопен тъмен шоколад и какао; могат да се добавят парченца захаросани плодове.

- i zippuli: пърженки от смес от картофи, брашно и мая без пълнеж или с пълнеж от обезсолени аншоа, треска или чироз.

- i petrali (chinuliji, chjinuli): сладкиши от ронливо тесто с форма на полумесец с пълнеж, получен чрез накисване в продължение на много дни в греяно вино и подсладено кафе на нарязани сушени смокини, орехи, бадеми, стафиди, портокалова и мандаринова кора.
- i laci: пърженки във формата на пънче от Бадолато, Каулония и Рочела Йоника
- la pitta 'nchiusa: произхожда от Сан Джовани ин Фиоре и е сух тестен сладкиш със сплескана форма.

### Кампания

#### Неаполитанско презепе
Неаполитанското презепе датира от 18 век, когато е правено за местните крале и благородници, и преживява своя максимален разцвет при Карлос III Бурбон. То се характеризира освен с обичайните персонажи, свързани с Рождество Христово, с персонажи, свързани с ежедневието като зарзаватчии, просяци, улични търговци, овчари от планината Майела и др. Има фигури не само свързани с християнството, но и често свързвани с народните вярвания и суеверни обреди. В Неапол има и улица, наречена „Улицата на занаятчиите на презепе-то“ (Strada degli artigiani del presepe).

### Емилия-Романя
В Емилия-Романя някога е била широко разпространена традицията на коледния бъдник, запалван от главата на семейството. След запалването се е правел arimblén – вид ловене с цел отгатване на хода на новата година.
Типичен десерт е бил il pan 'd Nadel (на диалект „Коледен хляб“).

### Фриули-Венеция Джулия
Във Фриули-Венеция Джулия през нощта на 12 декември минава Света Лукия, която носи подаръци на децата.

### Лигурия
Някога в Лигурия е било обичайно къщата да се украсява с дълги нанизи канап, украсени с плодове от хвойна, дафинови листа, маслинови клонки, макарони и орехи. Сред традиционните ястия за периода са били наталини в бульон (плоски макарони с грис от твърда пшеница), варено зеле, подправено с олио, царевична фокача и др.
На трапезите обикновено има и метла от пирем (предварително благословена по време на литургията в полунощ), щипка сол, cassoa (решетъчен черпак) и бял хляб, предназначен за бедните и за животните.

### Ломбардия
В Милано панаирът, посветен на Свети Амвросий и известен като O bei o bei, се провежда през периода на Адвента, по точно на 7 декември.
Панаирът представлява една от най-старите милански традиции: първият датира от 1288 г. – период, в който се провежда празник в чест на Св. Амвросий в района на древната катедралата „Санта Мария Маджоре“. Произходът на настоящия панаир обаче датира от 1510 г. и съвпада с пристигането в града на Джането Кастильоне – първи велик магистър на Ордена на светите Маврикий и Лазар. На Джането е поръчано от папа Пий IV да отиде в Милано в опита му да възроди предаността и вярата към светиите.

### Молизе
Сред особените традиции на Молизе е 'Ndocciata – шествие с огромни факли, което се провежда на 8 и на 24 декември в град Аньоне и в село Чивитанова дел Санио в Провинция Изерния.

### Пулия
В различни градове на Пулия коледните тържества започват на 6 декември – празникът на Свети Никола, когато органите на църквите свирят „La pastorella“ или „Ninna nanna“.
В Таранто обаче коледният сезон започва в нощта между 22 и 23 ноември по повод тържествата в чест на Света Цецилия – покровителка на музиката; обичайно е да се приготвят Pettole (топчета от меко тесто с мая, пържени във врящо масло) и да се посрещнат градските оркестри, които изпълняват типични музикални композиции, известни като pastorali.
Навремето в някои села в провинция Бари са били запалвани 12 свещи, започващи от деня на Света Лукия, които след това са се духали една по една, когато наближавала Коледа.
В навечерието на Коледа е имало традицията да се пости по обяд, както се казва в поговорката „Chi non fasce u desciune de Natale, o è turche, o è cane („Който не пости на обяд на Коледа, е или турчин, или куче“).
В Лече се организира Панаирът на Санта Лучия – коледен базар, посветен на изграждане на презепе от папиемаше в града.
В част от Провинция Бриндизи и Провинция Лече култът в чест на свети Антоний Абат е много разпространен и коледните тържества продължават до деня на празника на 17 януари, когато по традиция се махат украсите. По-специално, в Сан Панкрацио Салентино в Провинция Бриндизи има популярна поговорка, която гласи L'Epifania tutti li festi si porta via, ma poi eni Sant'Antoni ca dici 'spetta 'spetta ca 'rria la mia (Богоявление отнася всички празненства, но после идва св. Антоний, който казва: „Чакай, чакай...“).

### Сицилия
Навремето в Сицилия, започвайки от 13 декември, във всеки дом е била правена коледна пещера, приготвяна от т. нар. spina pulici – див асперж който е бил преплитан. В това презепе обикновено е имало фигури като u zu innaru – премръзналият старец и u spaventato – уплашеният.
В много села в Източна Сицилия е традиция на Бъдни вечер да се пали голям огън на главните площади, наречен zuccu (дзуку), за да се стопли Младенецът.

### Венето
Във Венето типично ястие на Бъдни вечер са bigoli (вид спагети) със сардини и полента, наречено scopeton. Във Вал ди Киампо и в района на Валданьо са се ядели охлюви, докато в планинските села на Вал Леогра навремето е консумирало котешко в сос (смятано за подобно на заешкото).

## Коледна музика

### Традиционни коледни песни от Италия
- Befanata
- Dormi, dormi, o bel Bambin, произхожда от Северна Италия
- La leggenda del lupino
- Lusive la lune (La canzone della notte di Natale), песен от 18 век, произхождаща от Фриули
- Nacette lu Messia[38]
- Natu natu Nazzaré, произхожда от Марке[39]
- O Bambino mio divino, композирана от Лоти (18 век)[40]
- La pastorella, произхожда от Венето[41]
- Quanno nascette Ninno, композирана през 1758 г. от Алфонсо Мария Лигуори[3][42]
- Santa Lucia, композирана през 1849 г. от Тедоро Котрау[43]
- Tu scendi dalle stelle, преработка на Quanno nascette ninno[3][42][44]

В традиционната панорама са включени произведения, които не са строго традиционни и са композирани в началото на втората половина на ХХ век, като Vorrei salir sull'ali di una stell (1946), Canzone di Natale (1950) и Caro Gesù Bambino (написана от Пиеро Софичи и представена на второто издание на детския песенен конкурс „Дзекино д'Оро“ през 1960 г.) 

### Адаптации на италиански език на чуждестранни коледни песни
- Astro del ciel, адаптация на Stille Nacht[45]
- Bianco Natale, адаптация на White Christmas[46]
- Din don dan, адаптация на Jingle Bells
- Il piccolo tamburino, адаптация на The Little Drummer Boy

### Нетрадиционни коледни песни
В контекста на коледната музика в Италия се забелязва и приносът на певци, групи, автори на песни, текстописци и композитори на популярна музика, поп и рок музика. Много традиционни коледни песни присъстват в репертоара на групи като Рики е повери, певци като Ал Бано, Андреа Бочели, Лучано Павароти, Лаура Паузини и много други.
По-долу е публикуван непълен списък по азбучен ред на оригиналните нетрадиционни произведения, написани от различни автори и посветени на Коледа, записани от италиански изпълнители или публикувани в Италия:
- Alleluia (на англ., 1986)[47]
- A Natale puoi – Аличе (2005)[48]
- La Befana trullallà – Джани Моранди (1978)[49]
- Biglietto d'auguri – Пиеранджело Бертоли[50][51]
- Buon Natale – Паоло Барабани (1981)[52]
- Buon Natale – Рафаела Карà (1984)[53]
- Buon Natale – Кристина Д'Авена (1990)[54]
- Buon Natale – Енцо Якети и др. (2011)[55]
- Buon Natale – Бруно Лауци (1981)[56]
- Buon Natale – Марио Треви (1965)[57]
- Buon Natale – Ренато Дзеро (1980)[58]
- Buon Natale (se vuoi) – Ерос Рамацоти (2015)[59]
- Buon Natale a tutto il mondo – Доменико Модуньо (1979)[60]
- Buon Natale tutto l'anno – Куартето Четра (1986)[61]
- C'era una volta Natale – Енрико Руджери[62]
- E così viene Natale – Аделмо е и Суои Сорапис (1993)[63]
- È Natale – Мина (1988)[60]
- È nato si dice – Пиеранджело Бертоли[50]
- E non serve che sia Natale – Пух (1994)[64]
- Forse Natale – Пух (1986)[64]
- Leggenda di Natale – Фабрицио де Андре (1968)[56]
- La luce delle stelle – Джани Тони (1986)[65]
- Le luci di Natale – Макс Пецали (1999)[60]
- Il mio regalo – Пиеранджело Бертоли (1993)[50][51]
- Mo' vene Natale – Ренато Карозоне (1955)[66]
- Natale – Анджело Брандуарди (1983)[67]
- Natale – Франческо де Грегори (1978)[68]
- Natale a Milano – Ла Крус (1999)[56]
- Un Natale che non finirà – Ивана Спаня (1995)[69]
- Il Natale dei ricordi – Енрико Руджери (1999)[70]
- Il Natale è il 24 – Пиеро Чампи (1971)[71]
- Natale Occidentale – Кристиано де Андрè (1990)[72]
- Natale tutto l'anno – Рон[73]
- Ninna nanna di Natale – Умберто Бинди (1961)[63]
- Notte di Natale – Клаудио Балиони (1970)[56]
- O è Natale tutti i giorni – Лука Карбони и Джованоти (1993; адаптация на More Than Words на Екстрийм)[63]
- Piccola lettera di Natale – Енрико Руджери[74]
- Rosso Natale – Ред Канциан (1986)[63]
- Stella d'oriente – Марио Треви (1965)[75]
- Venticinque dicembre – Франческо Бачини (1993)[76]

Много чужди песни също са се превърнали в символ на италианската Коледа, сред които:
- All I Want for Christmas Is You – Марая Кери (1994)
- Last Christmas – Уам! (1984)
- Christmas Lights – Колдплей (2010)
- Santa Tell Me – Ариана Гранде (2014)
- Happy Xmas (War Is Over) – Джон Ленън и Йоко Оно (1979)
- Halleluiah – Леонард Коен (1984)
- All Alone on Christmas – Дарлин Лав (1992)
- Thank God It's Christmas – Куийн (1984)
- Do They Know It's Christmas? – Band Aid (1984)

От италианските коледни празници и по-специално – от пожеланието Buon Natale („Весела Коледа“), се вдъхновява песента Buon Natale (Means Merry Christmas to You) от 1950-те г., композирана по нотите на La Spagnola от Франк Линале и Боб Сафър и записана от Нат Кинг Кол с Дийн Мартин, Джийн Отри и Джими Розели.

## Италиански пословици, посветени на Коледа
- A Natale, o grosso o piccino, su ogni tavola c'è il tacchino („По Коледа, голяма или малка, на всяка маса има пуйка“)[79]
- Natale con i tuoi, Pasqua con chi vuoi („Коледа със семейството, а Великден с когото си поискаш“)[80]

### Метеорологични пословици
- A Natale, freddo cordiale (букв. „По Коледа сърдечен студ“, т.е. студът не боде)[79]
- Fino a Natale il freddo non fa male, da Natale in là, il freddo se ne va („До Коледа студът не причинява вреда, а от Коледа нататък студът изчезва“)[79]
- Natale al balcone e Pasqua al tizzone („Коледа на балкона, а Великден до главнята“)[79]

## Коледата в италианската масова култура

### Театър
- Natale in casa Cupiello („Коледа в дом Купиело“), комедия от Едуардо де Филипо[83]. Това е една от най-известните комедии на неаполитанския драматург и се смята за една от най-блестящите му творби.

### Кино
В италианското кино темата за коледните празници вдъхновява кинематографичен жанр комедийни филми, известен като cinepanettone (букв. „кинокозунак“). Лидер на жанра е филмът „Коледна ваканция“ (Vacanze di Natale), филм от 1983 г. на режисьора Карло Ванцина. В много от жанровите филми като Vacanze di Natale '95, Vacanze di Natale 2000, Merry Christmas, Natale sul Nilo, Natale in India, Christmas in Love, Natale a Miami, и др. участват двойката Масимо Болди – Кристиан Де Сика.

### Телевизия
В продължение на няколко години, от 1984 до 1988 г., по италианския телевизионен канал Canale 5 се излъчва La merenda è servita – специална коледна версия на телевизионната викторина „Обядът е сервиран“ (Il pranzo è servito). Това е телевизионна детска викторина, в която конкурентите са момче и момиче. Ястията са адаптирани към коледните сладкиши. Наградите са играчки.
Има различни телевизионни реклами на коледна тематика на продуктите на компании като Кока-Кола, Бистефани, Gig, Сапори, Баули, Мелегати, много от които остават незабравими.